# Prix Michael-et-Sheila-Held
Le prix Michael-et-Sheila-Held est un prix annuel décerné par l'Académie nationale des sciences des États-Unis depuis 2018.

## Description
Le prix récompense des travaux de recherche exceptionnels, novateurs, créatifs et influents dans les domaines de l'optimisation combinatoire et discrète, ou dans des domaines connexes de l'informatique, tels que la conception et l'analyse d'algorithmes et la théorie de la complexité. Il est réservé à des travaux récents (définis comme publiés au cours des huit dernières années)
Le prix  a été créé en 2017 par un legs de Michael et Sheila Held et attribué à partir de 2018. Le montant du prix de 100 000 dollars. 

## Lauréats
- 2023 : Thomas Vidick[2]
- 2022 : Amit Sahai[3] Pour son rôle de premier plan dans le développement de l'obfuscation logicielle cryptographique et de ses applications.
- 2021 : Adam Marcus, Daniel Spielman et Nikhil Srivastava[4] Pour leurs percées dans le problème de Kadison-Singer et les graphes de Ramanujan, et la théorie sous-jacente qui conduit à de nouvelles connexions entre l'informatique, les mathématiques et la physique.
- 2020 : Julia Chuzhoy Pour ses recherches fondamentales sur les algorithmes de routage dans les réseaux et de recherche de chemins disjoints dans les graphes.
- 2019 : Ola Svensson Pour ses percées dans le domaine de l'optimisation combinatoire et des algorithmes de la théorie des graphes, qui ont abouti au premier algorithme d'approximation à facteur constant pour le problème asymétrique du voyageur de commerce.
- 2018 : Prasad Raghavendra  et David Steurer Pour un ensemble de travaux qui révolutionnent la compréhension de l'optimisation et de la complexité.